# کارورو
کارورو (انگلیسی: Carurú) نام یک منطقه مسکونی در کلمبیا است.